# Bojanovice (okres Praha-západ)
Bojanovice (německy Bojanowitz) jsou obec v okrese Praha-západ ve Středočeském kraji, asi 24 km jižně od Prahy. Žije zde 486 obyvatel.
Obec se nachází na lesnatém pahorku vycházejícím od levého břehu Vltavy a v údolí říčky Kocáby a jejích přítoků. Zahrnuje atraktivní přírodní a chatařskou oblast. V roce 1976 v Bojanovicích proběhl Druhý festival druhé kultury, hudební undergroundový koncert na opožděnou oslavu svatby Ivana Martina Jirouse a Juliány Stritzkové.

## Název
Obec je pojmenována po jistému Božanovi ze Žehrovic.

## Historie
První dochovaný záznam o obci je zmínka v zápisech zemských z roku 1107 o darování knížetem Svatoplukem Ostrovskému klášteru u Davle, což Přemysl Otakar I. potvrdil listinou 17. ledna 1205. V roce 1436, po husitských válkách, je císař Zikmund Lucemburský zastavil vladykovi Jakoubkovi z Řitky. V roce 1657 opat Matouš Ferdinand Sobek z Billenberka získal ves zpátky pro klášter, roku 1785 byl klášter zrušen a statky zabavila c. a k. administrace státních statků a spojila je v jedno panství se Slapy.

## Obecní správa

### Části obce
- Bojanovice (k. ú. Bojanovice)
- Malá Lečice (k. ú. Malá Lečice)
- Senešnice (k. ú. Senešnice)

Místní části Malá Lečice a Senešnice jsou od Bojanovic odděleny obcí Bratřínov, jsou tedy exklávami.
Součástí obce jsou také základní sídelní jednotky Pod Dešinami a V Kocábech. K obci patří také Borecký, Dashwood a Rewaston.
Sousedními obcemi sídla jsou Slapy, Nová Ves pod Pleší, Velká Lečice, Hvozdnice, Čisovice, Bratřínov, Štěchovice, Zahořany a Nové Dvory.
Území těchto dvou částí přímo nesouvisí s katastrálním územím Bojanovice, ale je exklávou, která je od hlavní části oddělena územím obce Bratřínov.

### Územněsprávní začlenění
Dějiny územněsprávního začleňování zahrnují období od roku 1850 do současnosti. V chronologickém přehledu je uvedena územně administrativní příslušnost obce v roce, kdy ke změně došlo:
- 1850 země česká, kraj Praha, politický okres Smíchov, soudní okres Zbraslav[5]
- 1855 země česká, kraj Praha, soudní okres Zbraslav
- 1868 země česká, politický okres Smíchov, soudní okres Zbraslav
- 1927 země česká, politický okres Praha-venkov, soudní okres Zbraslav[6]
- 1939 země česká, Oberlandrat Praha, politický okres Praha-venkov, soudní okres Zbraslav[7]
- 1942 země česká, Oberlandrat Praha, politický okres Praha-venkov-jih, soudní okres Zbraslav[8]
- 1945 země česká, správní okres Praha-venkov-jih, soudní okres Zbraslav[9]
- 1949 Pražský kraj, okres Praha-jih[10]
- 1960 Středočeský kraj, okres Praha-západ
- 2003 Středočeský kraj, obec s rozšířenou působností Černošice

Místní části Malá Lečice a Senešnice
- 1850 země česká, kraj Praha, politický okres Příbram, soudní okres Dobříš[5]
- 1855 země česká, kraj Praha, soudní okres Dobříš
- 1868 země česká, politický okres Příbram, soudní okres Dobříš
- 1939 země česká, Oberlandrat Tábor, politický okres Příbram, soudní okres Dobříš[7]
- 1942 země česká, Oberlandrat Praha, politický okres Příbram, soudní okres Dobříš[8]
- 1945 země česká, správní okres Příbram, soudní okres Dobříš[9]
- 1949 Pražský kraj, okres Dobříš[10]
- 1960 Středočeský kraj, okres Příbram
- 1974 Středočeský kraj, okres Praha-západ[11]
- 1980 součásti obce Bojanovice

## Společnost
V roce 1912 byla postavena škola, která fungovala do roku 1978.

### Rok 1932
V obci Bojanovice (518 obyvatel) byly v roce 1932 evidovány tyto živnosti a obchody: družstvo pro rozvod elektrické energie v Bojanovicích, 2 hostince, krejčí, 2 pojišťovací jednatelství, výroba prádla, rolník, trafika, 3 obchody se smíšeným zbožím, spořitelní a záložní spolek pro Bojanovice, 2 truhláři.
Obec Bojanovice má 224 stálých obyvatel, 107 domů s popisnými čísly a 206 rekreačních objektů. V roce 1899 měla 338 obyvatel, v roce 1928 již 390, v roce 1950 244 a v roce 1970 271.
Bojanovice patří do poštovního a zdravotnického obvodu Davle, policejního obvodu Hradištko pod Medníkem a pod elektrorozvodnou služebnu Černošice. Patří k farnosti Davle. (Ostatní dvě části obce patří do poštovního a zdravotnického obvodu Nový Knín, policejního obvodu Mníšek pod Brdy a pod elektrorozvodnou služebnu Dobříš.)

### Sport
Ve vsi působí TJ Sokol Bojanovice a sbor dobrovolných hasičů založený roku 1902.

## Pamětihodnosti

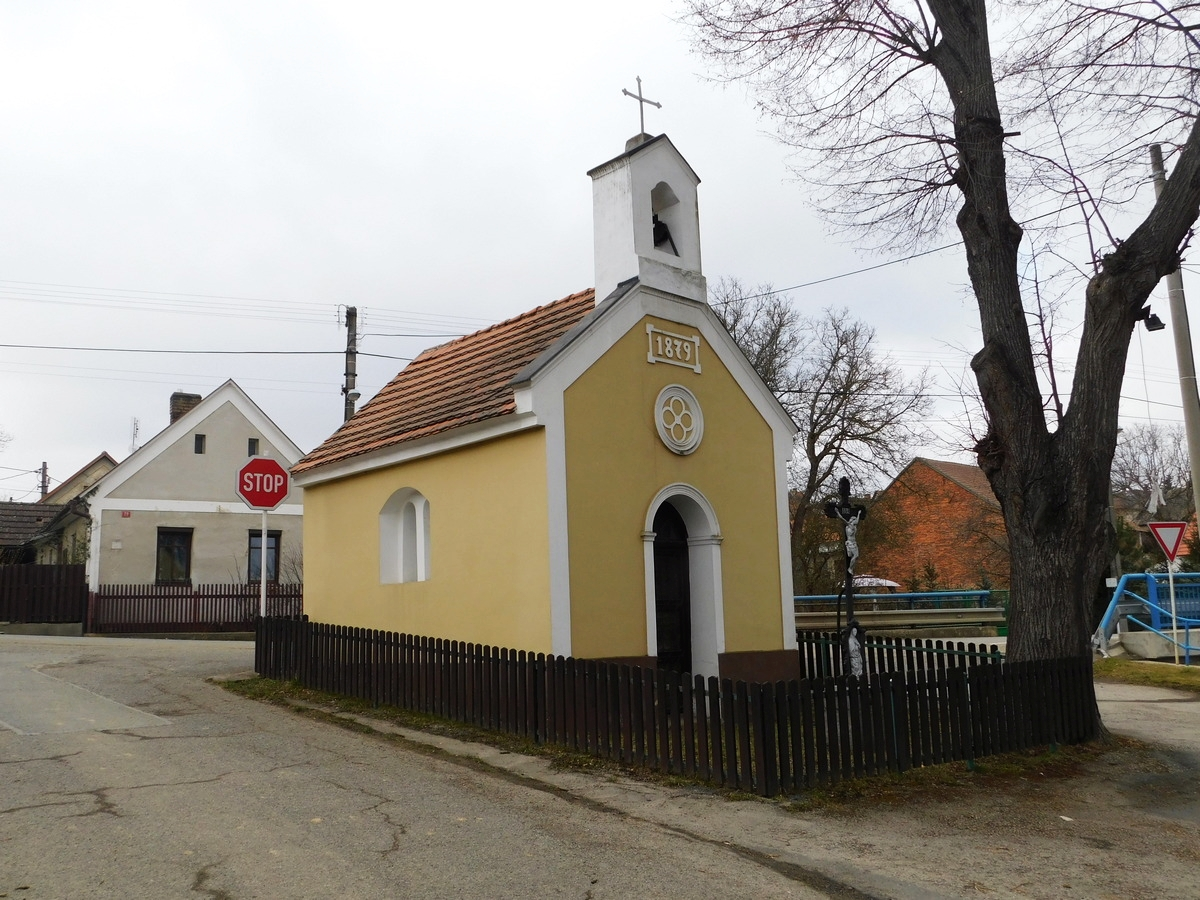
Kaple sv. Františka z Assisi

Dominantou vesnice je kaple sv. Františka Serafinského z Assisi z roku 1879. Bývalá budova školy byla v majetku obce od roku 1906, dnes již původnímu účelu neslouží. 

## Obyvatelstvo

### Počet obyvatel
Počet obyvatel je uváděn za Bojanovice podle výsledků sčítání lidu včetně místních části, které k nim v konkrétní době patří. Je patrné, že stejně jako v jiných menších obcích Česka počet obyvatel v posledních letech roste. V celé bojanovické aglomeraci nicméně žije necelých 1 tisíc obyvatel.
| 1869 | 1880 | 1890 | 1900 | 1910 | 1921 | 1930 | 1950 | 1961 | 1970 | 1980 | 1991 | 2001 | 2011 |
| ---- | ---- | ---- | ---- | ---- | ---- | ---- | ---- | ---- | ---- | ---- | ---- | ---- | ---- |
| 667  | 738  | 737  | 735  | 759  | 711  | 719  | 674  | 562  | 524  | 455  | 387  | 376  | 440  |

| 1869 | 1880 | 1890 | 1900 | 1910 | 1921 | 1930 | 1950 | 1961 | 1970 | 1980 | 1991 | 2001 | 2011 |
| ---- | ---- | ---- | ---- | ---- | ---- | ---- | ---- | ---- | ---- | ---- | ---- | ---- | ---- |
| 104  | 116  | 124  | 133  | 140  | 142  | 149  | 307  | 161  | 149  | 140  | 171  | 165  | 187  |

## Doprava

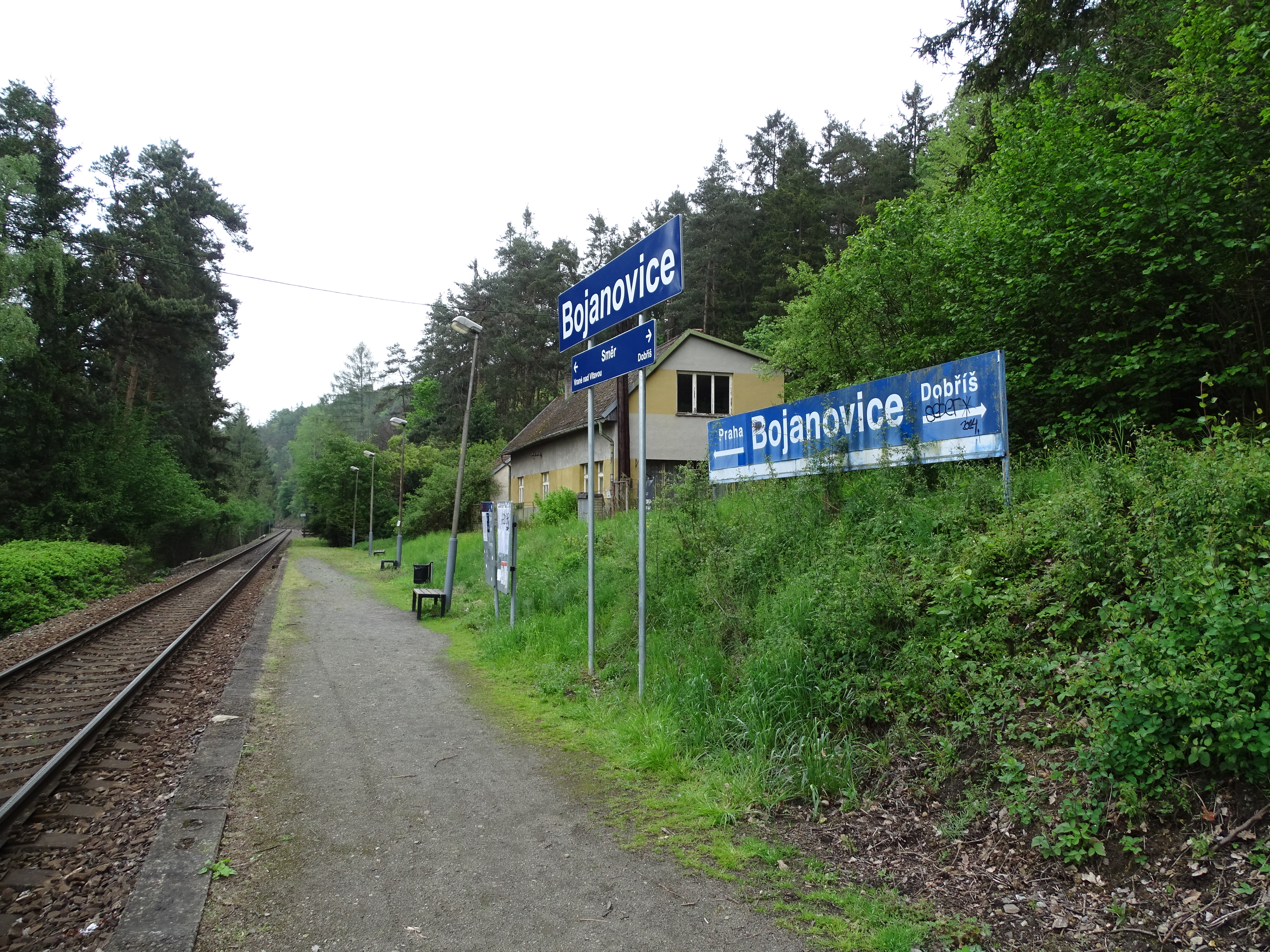
Železniční zastávka Bojanovice

### Dopravní síť
Do obce vedou silnice III. třídy.

### Autobusová doprava 2024
Autobusovou dopravu v obci Bojanovice zajišťuje společnost Martin Uher. Obec je součástí Pražské integrované dopravy (PID). V obci se nachází zastávka Bojanovice,Rest. Za obcí, na silnici směrem do Hvozdnice, se nachází zastávka Bojanovice,Chaty. V Malé Lečici se nacházejí zastávky Bojanovice,Malá Lečice a Bojanovice,Malá Lečice,U Hesů. V Senešnici se nachází zastávka Bojanovice,Senešnice. Autobusová linka 314 začíná v Praze na Smíchovském nádraží a pokračuje ve směru Měchenice, Davle, Hvozdnice, Bojanovice, Bratřínov, Malá Lečice, Velká Lečice, Senešnice a Nová Ves pod Pleší.

### Železniční doprava 2024
Železniční trať ani stanice či zastávka na území obce nejsou. Na území sousedící obce Čisovice se nachází železniční zastávka Bojanovice na jednokolejné regionální železniční trati 210 Praha–Vrané nad Vltavou–Dobříš, která byla uvedena do provozu v roce 1897. Zastavují zde osobní vlaky linky S88, provozované společností České dráhy, které jezdí z Prahy přes Vrané nad Vltavou a Měchenice a pokračují dále do Čisovic, Mníšku pod Brdy a Dobříše.